# 남청라 나들목
남청라 나들목(S.Cheongna Interchange, 남청라IC)은 인천광역시 서구 청라동에 설치된 수도권제2순환고속도로의 1번 교차로이다. 2017년 3월 23일에 개통되었다.

## 연혁
- 2008년 6월 10일 : 인천청라지구 경제자유구역 개발사업으로 인천광역시 도시계획시설 교통광장에 서구 원창동 일원을 청라 나들목으로 고시[1]
- 2011년 12월 30일 : 나들목 신설을 위해 인천광역시 도시계획시설 교통광장에 서구 오류동 일원을 남청라 나들목으로 고시[2]
- 2017년 3월 23일 : 수도권제2순환고속도로 인천 ~ 김포 구간 개통에 따라 영업 개시[3]
- 2019년 5월 25일 : 미개통 진입램프와 북항 진출램프 개통[4]

## 구조물 정보
- 위치: 인천광역시 서구 청라동
- 영업소: 인천광역시 서구 로봇랜드로 120-60
- 인천김포고속도로 본사 : 인천광역시 서구 로봇랜드로 120-60

## 접속하는 도로
- 봉오대로 (경인고속도로 직선화 예정 구간)